# Turnera diamantinae
Turnera diamantinae är en passionsblomsväxtart som beskrevs av Arbo. Turnera diamantinae ingår i släktet Turnera och familjen passionsblomsväxter. Inga underarter finns listade i Catalogue of Life.